# Gonianotini

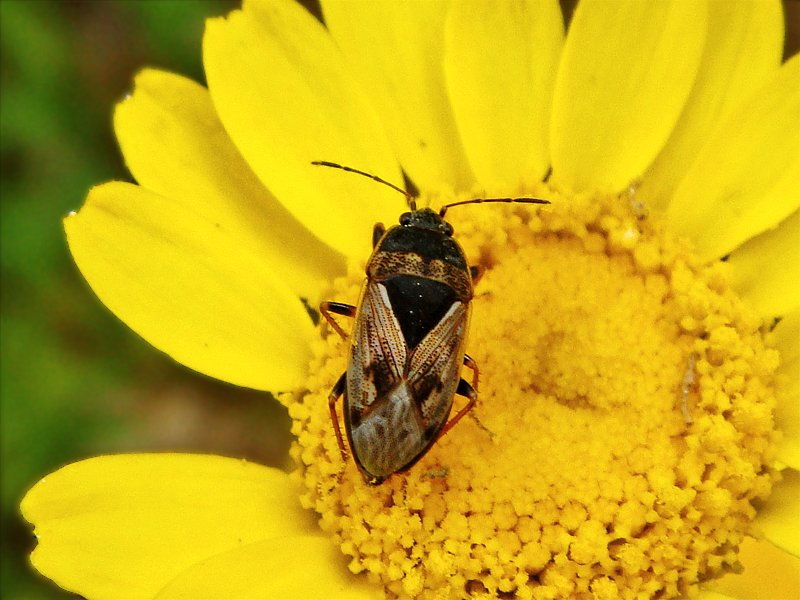
Trapezonotus arenarius

Gonianotini – plemię pluskwiaków z podrzędu różnoskrzydłych i rodziny brudźcowatych.
Pluskwiaki o zwykle stosunkowo szerokim, owalnym w zarysie ciele. Przedplecze ich ma silnie i płasko rozszerzone krawędzie boczne.  Odwłok jest wyposażony w laterotergity i ma przetchlinki czwartej pary umieszczone na grzbietowej stronie segmentu, a pozostałe na sternitach.
U larw brak jest szwu Y-kształtnego. Ujścia grzbietowych gruczołów zapachowych ich odwłoka znajdują się między tergitami czwartym i piątym oraz piątym i szóstym.
Przedstawiciele plemienia zamieszkują głównie krainę palearktyczną i etiopską. Nieliczne gatunki znane są z Nearktyki i krainy orientalnej, natomiast brak ich zupełnie w krainie neotropikalnej i australijskiej. W Polsce stwierdzono 13 gatunków z 7 rodzajów (zobacz: brudźcowate Polski).
Takson ten wprowadzony został w 1872 roku przez Carla Ståla. Należy do niego ponad 120 opisanych gatunków, zgrupowanych w rodzajach:
- Alampes Horvath, 1884
- Aoploscelis Fieber, 1861
- Aphanus Laporte & de Castelnau, 1832
- Armenoecus Kiritshenko & Scudder, 1973
- Atrazonotus Slater & Ashlock, 1966
- Bleteogonus Reuter, 1885
- Claudinerobius Brailovsky, 1978
- Delochilocoris Bergroth, 1893
- Diomphalus Fieber, 1864
- Emblethis Fieber, 1861
- Facicoris Kiritshenko & Scudder, 1973
- Gonianotus Fieber, 1861
- Hyalocoris Jakovlev, 1874
- Ischnopeza Fieber, 1861
- Macrodema Fieber, 1861
- Malezonotus Barber, 1918
- Neurocladus Fieber, 1861
- Parapolycrates Reuter, 1885
- Pionosomus Fieber, 1861
- Pterotmetus Amyot & Serville, 1843
- Spinigernotus Scudder, 1984
- Trapezonotus Fieber, 1861